# Sanjō (Tennō)

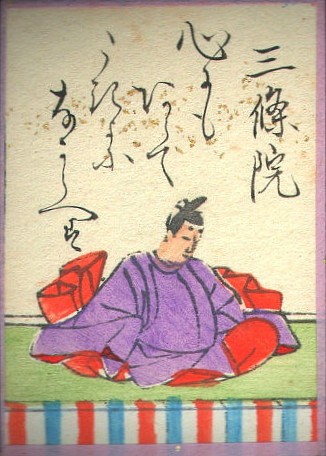
Sanjō, Illustration aus einer Hyakunin-Isshu-Ausgabe (Edo-Zeit).

Sanjō (jap. 三条天皇, Sanjō-tennō; * 5. Februar 976; † 5. Juni 1017) war der 67. Tennō von Japan (13. Juni 1011–29. Januar 1016).
Sein Eigenname war Okisada (居貞). Er war der zweite Sohn von Reizei-tennō. Er war der Vater der Kaiserin Teishi, die die Frau des Go-Suzaku-tennō und die Mutter des Go-Sanjō-tennō war.
Seine politische Basis war nicht stark. Sein Vater war krank und die Familie seiner Mutter hatte fast keine Macht. Der Politiker Fujiwara no Michinaga hatte die faktische Macht inne. Obwohl Sanjō ein Neffe von Michinaga war (die Mutter von Sanjō war eine Schwester von Michinaga; diese war aber schon in Sanjōs Kindheit gestorben und so wurde er relativ wenig von seiner mütterlichen Linie beeinflusst), waren beider Meinungen oft konträr. Michinaga übte daher auf Sanjō Druck aus, zurückzutreten. Wie schon sein Vater war auch Sanjō häufig krank. Am Ende seines Lebens wurde er blind. 1016 trat Sanjō endlich mit der Vereinbarung zurück, dass sein älterer Sohn als Nachfolger ernannt werden sollte. Michinaga versprach es, aber nach dem Tod Sanjōs enthielt Michinaga dem Sohn Sanjōs willkürlich den versprochenen Thron vor.